# Rdzawa
Rdzawa est une localité polonaise de la gmina de Trzciana, située dans le powiat de Bochnia en voïvodie de Petite-Pologne.

## Démographie
En 2021, la population était de 249 habitants.